# 自由民主党広報本部
自由民主党広報本部（じゆうみんしゅとうこうほうほんぶ）は、自由民主党内に置かれている機関のひとつである。

## 概要
党則第20条では、党の広報活動を強力に推進し選挙活動や党内活動を円滑処理するために設置される常設本部。本部長を一人、本部代理を一人、副本部長を若干名置く。広報本部長は、総務会で承認を受けて総裁が決定し、本部長は副本部長を若干名置き、副本部長から本部長代理を指名し広報本部長の旨を受けて、その職務代行する。広報戦略局・ネットメディア局・新聞出版局・報道局を本部内に設置し局長一人、次長を若干名置く。局長及び次長は、総務会の承認を受けて、広報本部長が決定する。
広報本部長は主に閣僚経験者から起用され、任期は1年。

## 本部長

### 主な広報本部長
| 氏名       | 画像             | 就任月     | 出身                   | 総裁       |
| ---------- | ---------------- | ---------- | ---------------------- | ---------- |
| 中川昭一   |                  | 2001年4月  | 衆議院（江藤・亀井派） | 小泉純一郎 |
| 村井仁     |                  | 2002年9月  | 衆議院（橋本派）       | 小泉純一郎 |
| 八代英太   |                  | 2003年9月  | 衆議院（橋本派）       | 小泉純一郎 |
| 根本匠     |                  | 2004年9月  | 衆議院（堀内派）       | 小泉純一郎 |
| 木村義雄   |                  | 2005年10月 | 衆議院（山崎派）       | 小泉純一郎 |
| 二田孝治   |                  | 2006年9月  | 衆議院（丹羽・古賀派） | 安倍晋三   |
| 河村建夫   |                  | 2007年8月  | 衆議院（伊吹派）       | 安倍晋三   |
| 河村建夫   | 福田康夫         | 2007年8月  | 衆議院（伊吹派）       |            |
| 古屋圭司   |                  | 2008年8月  | 衆議院（伊吹派）       |            |
| 古屋圭司   | 麻生太郎         | 2008年8月  | 衆議院（伊吹派）       |            |
| 小池百合子 |                  | 2009年9月  | 衆議院（無派閥）       | 谷垣禎一   |
| 茂木敏充   |                  | 2010年9月  | 衆議院（額賀派）       | 谷垣禎一   |
| 甘利明     |                  | 2011年9月  | 衆議院（山崎派）       | 谷垣禎一   |
| 高市早苗   |                  | 2012年9月  | 衆議院（無派閥）       | 安倍晋三   |
| 小池百合子 |                  | 2012年12月 | 衆議院（無派閥）       | 安倍晋三   |
| 馳浩       |                  | 2014年9月  | 衆議院（細田派）       | 安倍晋三   |
| 木村太郎   |                  | 2015年10月 | 衆議院（細田派）       | 安倍晋三   |
| 平沢勝栄   |                  | 2016年8月  | 衆議院（二階派）       | 安倍晋三   |
| 平井卓也   |                  | 2017年7月  | 衆議院（岸田派）       | 安倍晋三   |
| 松島みどり |                  | 2018年10月 | 衆議院（細田派）       | 安倍晋三   |
| 平沢勝栄   |                  | 2019年9月  | 衆議院（二階派）       | 安倍晋三   |
| 丸川珠代   |                  | 2020年9月  | 参議院（細田派）       | 菅義偉     |
| 有村治子   |                  | 2021年2月  | 参議院（麻生派）       | 菅義偉     |
| 河野太郎   |                  | 2021年10月 | 衆議院（麻生派）       | 岸田文雄   |
| 石田真敏   |                  | 2022年8月  | 衆議院（岸田派）       | 岸田文雄   |
| 平井卓也   |                  | 2023年9月  | 衆議院（岸田派）       | 岸田文雄   |
| 平井卓也   | 衆議院（岸田派） | 2023年9月  | 石破茂                 |            |